# Petrophora unilinea
Petrophora unilinea är en fjärilsart som beskrevs av Barend J. Lempke 1951. Petrophora unilinea ingår i släktet Petrophora och familjen mätare. Inga underarter finns listade i Catalogue of Life.